# کلودن (کالفورد)
کلودن (به آلمانی: Klüden) یک منطقهٔ مسکونی در آلمان است که در کالفورد واقع شده‌است. کلودن ۲۹۹ نفر جمعیت دارد.